# Ostrów Wielkopolski
Ostrów Wielkopolski (deutsch Ostrowo, lateinisch Ostrovia) ist eine Kreisstadt und Hauptort der gleichnamigen Gemeinde und des Kreises im südöstlichen Teil der polnischen Woiwodschaft Großpolen.

## Stadtwappen und Schutzheiliger
Das Stadtwappen von Ostrów Wielkopolski zeigt in Rot einen blauen Königsapfel, der mit einem goldenen Kreuz gekrönt ist. Dem Apfel sind zwei gekreuzte goldene Apostelschlüssel unterlegt. Der Schutzheilige der Stadt (Stadtpatron) ist seit 2004 der Bischof-Märtyrer Stanislaus Szczepanowski.

## Überblick der Stadtgeschichte

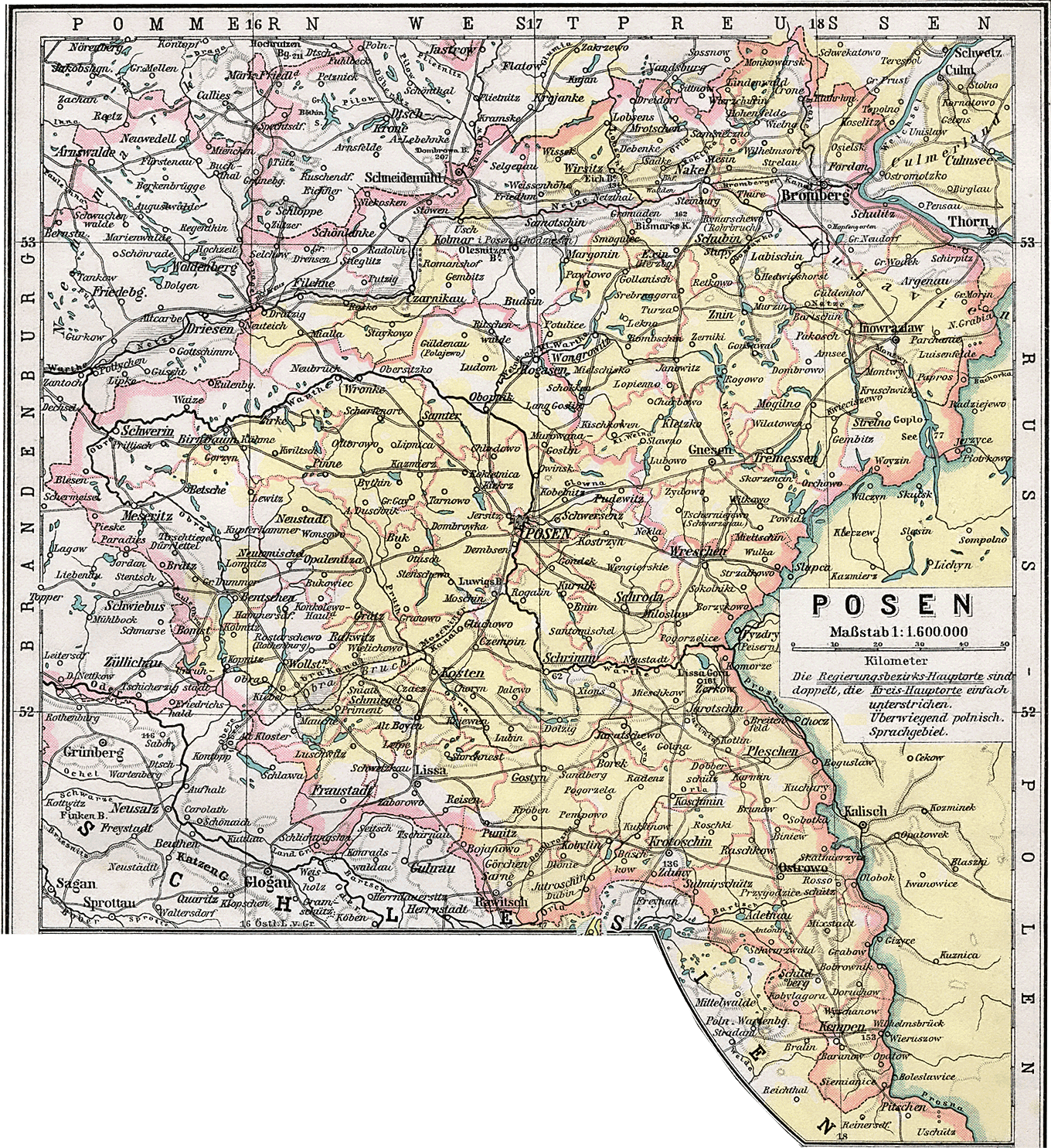
Ostrowo am Flüsschen Olobok, südöstlich der Stadt Posen und südwestlich der Stadt Kalisch, auf einer Landkarte der Provinz Posen von 1905 (gelb markierte Flächen kennzeichnen Gebiete mit seinerzeit mehrheitlich polnischsprachiger Bevölkerung).

### Von 1400 bis 1815
Die Stadt wurde von einem adligen Grundherrn um 1404 gegründet, war aber in den ersten drei Jahrhunderten unbedeutend: die Steuererträge waren sehr niedrig, welches auf eine kleine Anzahl der Einwohner hinweist. Sie stand schon damals im Schatten der uralten und reichen Nachbarstadt Kalisch (Entfernung: 21 km) und war nichts mehr als Erholungsplatz für Kaufleute an der wichtigen Handelsstraße Breslau–Kalisch–Thorn. Die meisten Einwohner von damals scheinen Ackerbürger gewesen zu sein. Das Elend der von der Pest und großen Bränden geplagten Stadt war so groß, dass die Ostrower Bürger im Jahre 1711 die Annullierung der Stadtrechte beantragten, um keine Steuern zahlen zu müssen. Sie wurde bewilligt.
Ein gewisser Aufschwung kam erst 1714, als der neue Eigentümer, Großschatzmeister von Polen Jan Jerzy Przebendowski, die Stadt am 26. Mai neu gründete (sie hatte damals nur 12 Häuser, die von 20 Familien bewohnt wurden). Die erwarteten neuen Siedler wurden auf sechs Jahre von allen Steuern befreit. Das Werk Przebendowskis wurde von seinem Nachfolger als Grundherr, Kronmarschall Franciszek Bieliński fortgesetzt: Am Ende des 18. Jahrhunderts hatte das Städtchen schon 2500 Einwohner und eine Garnison. Die etwa 500 evangelischen Deutschen errichteten 1778 eine Fachwerk-Kirche, heute das älteste Baudenkmal von Ostrowo.

### Neunzehntes Jahrhundert

Ostrower Ring vor 1914, mit Kaiser-Wilhelm-Denkmal

Die Zweite und Dritte Teilung Polens und die Zerstückelung durch den Wiener Kongress hatte für Ostrowo wirtschaftliche Vorteile gebracht: Nach 1815, mit der ganzen Provinz Posen preußisch geworden, wurde Ostrowo zu einer preußischen Vorzeigestadt dicht an der Grenze von Kongresspolen, also zum russischen Kaiserreich. Das 19. Jahrhundert brachte eine schnelle Entwicklung der Industrie und die Ausdehnung der Stadt. In den ersten Jahrzehnten der preußischen Herrschaft gehörte Ostrowo zum Kreis Adelnau (poln. Odolanów); die meisten Kreisbehörden (Landrat, Katasteramt, Standesamt, Kreisgericht usw.) hatten aber ihren Sitz in Ostrowo. Aus einer Ackerbürgerstadt wurde Ostrowo zu einer wichtigen Handelsstadt und zu einem Zentrum der Tuchweberei. Der Export ging über Kalisch nach Russland. Erst nach 1825, als die russischen Behörden Schutzzölle einführten, wurde die Tuchweberei unrentabel. Viele Weber emigrierten nach Kongresspolen, vor allem nach Kalisch und Zgierz. Die Stadt hatte damals schätzungsweise 8.000 Einwohner, je ein Drittel Polen, Juden und Deutsche.
Die zweite Hälfte des 19. Jahrhunderts brachte einen dauerhaften Aufschwung für die Stadt. 1845 genehmigte der den Polen zugeneigte König Friedrich Wilhelm IV. – er kannte die Stadt von seinen Besuchen bei der mit den Hohenzollern verschwägerten Familie der Fürsten Radziwill in Antonin bei Ostrowo – die Gründung eines katholischen Gymnasiums. Die gesamte Provinz Posen hatte nur drei solche Lehranstalten. Dies zog in die bisher von Kaufleuten, Beamten und Handwerkern dominierte Stadt eine Schar hochgebildeter Persönlichkeiten, die Lehrer am Gymnasium wurden. Um diese Zeit entstanden auch die ersten polnischen und deutschen Zeitungen und Verlage. Das Zentrum der in beiden Weltkriegen unbeschädigten Stadt hat bis heute ein preußisch-wilhelminisches Gepräge, mit imposanten Bauten wie dem Gymnasium (1844), dem Amtsgericht mit Gefängnis (1863), der Kaserne (1867) und der Post (1886). Wenn Breslau wegen seiner Architektur „Klein-Berlin“ genannt wurde, so ist Ostrowo ein „Mini-Mini-Berlin“, mit vielen Häusern im Stil der deutschen Gründerzeit.
Das Ende des 19. Jahrhunderts brachte weiteren Fortschritt: Die Stadt erhielt 1867 ein Gaswerk und 1897 die Kanalisation. 1875 bekam die Stadt eine Eisenbahnverbindung mit Posen und Kreuzburg, bis etwa 1905 kamen auch die Verbindungen mit Breslau, Kalisch und Lissa hinzu. Am Ende des Jahrhunderts hatte Ostrowo 12.000 Einwohner.

### Zwanzigstes Jahrhundert bis 1945

Ostrowo, neue kath. Kirche (heute: Ko-Kathedrale der Diözese Kalisz)

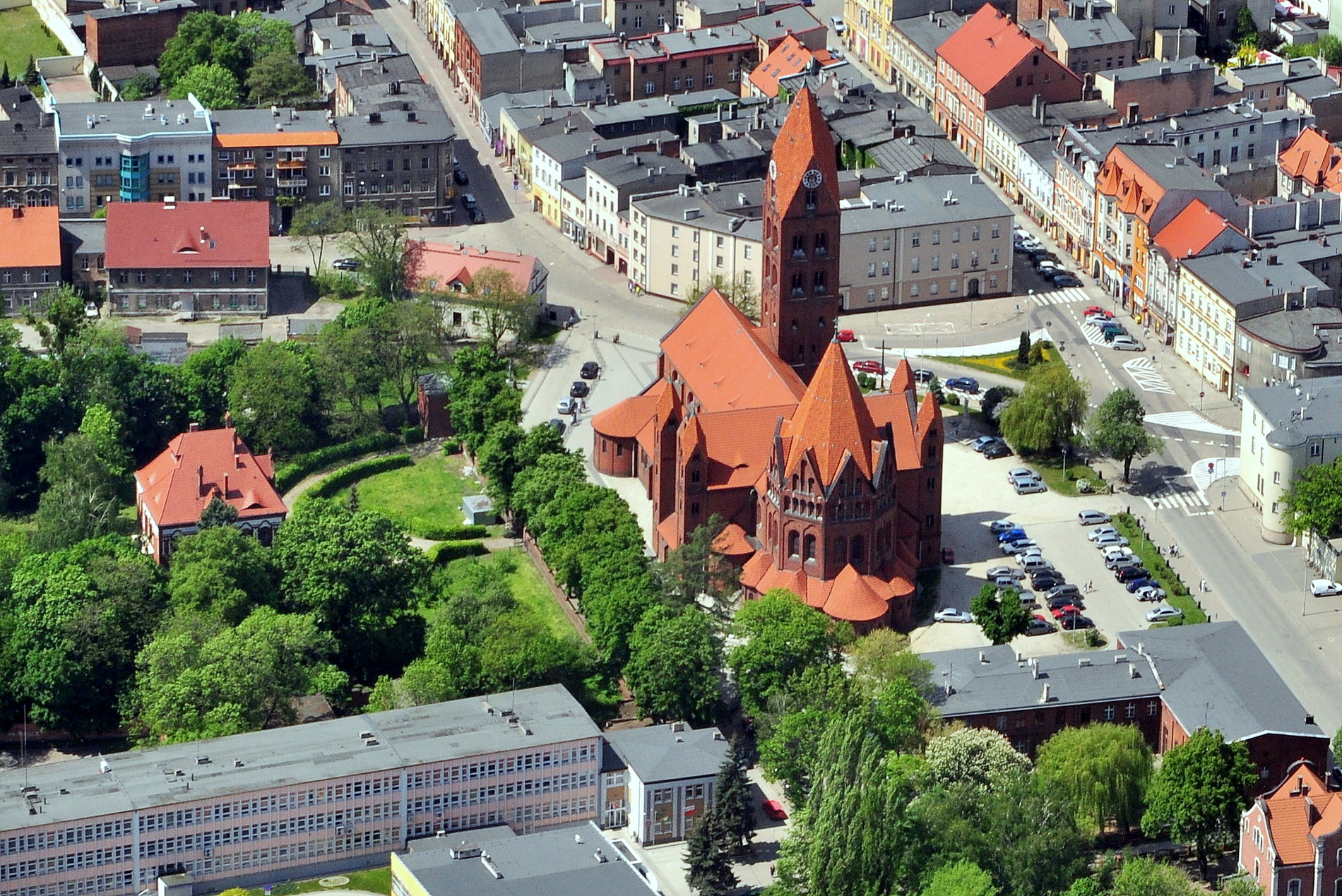
Luftaufnahme der Ko-Kathedrale

Das 20. Jahrhundert begann mit dem Bau der großen und wuchtigen, im Stil des Historismus errichteten neuen katholischen Stadtpfarrkirche, einer Art Nachahmung der Marienburg, die 1906 eingeweiht wurde. Die Jahre bis zum Ausbruch des Ersten Weltkrieges verliefen gemächlich, bei wachsendem Wohlstand der Stadtbevölkerung. Von den 12.000 Einwohnern, die die Stadt damals hatte, waren etwa 60 % Polen, 30 % Deutsche und 10 % Juden.
Die preußische Ära endete mit dem von Stefan Rowiński geleiteten Aufstand der Polen gegen die preußische Herrschaft, der um den 7. November 1918 ausbrach und am 10. November zur Ausrufung der „Republika Ostrowska“ (Republik Ostrowo) führte, einen Monat bevor der große Aufstand in der ganzen Provinz Posen die Vereinigung mit Polen herbeiführte. In der neuen, Zweiten Polnischen Republik behielt die Stadt ihren Rang als wichtiger Eisenbahnknoten, Industriezentrum und Kreishauptstadt in der Woiwodschaft Posen. Durch Rowińskis Bemühungen (er wurde der erste polnische Bürgermeister von Ostrowo) entstand in der Stadt 1924 eine große staatliche Waggonfabrik, die zu den größten Investitionen der Zweiten Republik gehörte. Durch zahlreiche Eingemeindungen von benachbarten Dörfern und Adelsgütern wuchs das Stadtgebiet: Es umfasste 1914 652 ha und 20 Jahre später schon 2866 ha. Die Bevölkerungszahlen waren: 1921 16.421 und 1939 31.723 Einwohner. Es entstanden auch neue Gebäude, die man im Stil des Modernismus errichtete: eine neue, moderne Grundschule (1926), die Polnische Staatsbank (1930) und eine neue Pfarrkirche zum Heiligen Antonius von Padua (1939). Andere Bauten aus diesen Jahren waren zwei Sportstadien, ein Schwimmbecken und drei moderne Villenviertel.
Nach dem Überfall auf Polen 1939 wurde die Stadt zusammen mit den Gebieten der alten Provinz Posen und einem Teil des ehemaligen Kongresskönigreiches vom Großdeutschen Reich völkerrechtswidrig annektiert und erlebte dieselben Schicksale wie die Nachbarstädte Kalisch, Jarotschin und Krotoschin, d. h. Vertreibung der Polen und Juden, Ansiedlung von Deutschen aus dem Baltikum und Wolhynien, Gestapo-Terror usw. Die Ostrower Synagoge, nach der deutschen Okkupation anfangs als Warenhaus benutzt, wurde später Opfer von Brandstiftung. Die Einnahme durch die sowjetische Armee Ende Januar 1945 beendete die deutsche Besetzung.

### Nachkriegszeit
Die Nachkriegszeit brachte weitere Expansion der Stadt und die Gründung neuer Industrien, besonders im Sektor der Elektroindustrie und des Maschinenbaus für Lebensmittelindustrie. In der Stadt wurden auch neue Bauten errichtet: ein neues Krankenhaus für Eisenbahnerkinder (1958), das neue städtische Krankenhaus (1966), ein neues Lyzeum (1954) und ein neues Technisches Gymnasium für Industrieautomatik (1978). Ungünstig für die Stadt war dagegen der Verlust der Kreisbehörden und im Jahre 1975, nach der Bildung der Woiwodschaft Kalisz, die Eingliederung der Stadt in diese. Dies wurde durch eine neue Verwaltungsreform im Jahre 1999 abgeschafft. Seitdem ist Ostrów Wielkopolski wieder eine Kreisstadt.
Nach 1990 begann die Umgestaltung der bisher ausschließlich staatlichen Unternehmen in private Aktiengesellschaften und GmbHs, oft unter Beteiligung ausländischen Kapitals, z. B. General Motors und Vattenfall.
Ostrów Wielkopolski war die erste polnische Stadt, die nach 1990 kommunale Obligationen einführte. Bis 2005 gab es drei Emissionen. Die dadurch eingeflossenen Gelder wurden unter anderem für die Verbesserung des Straßennetzes verwendet.

## Stadtteile
| Name            | deutscher Name | deutscher Name |
| Name            | 1815–1918      | 1939–1945      |
| --------------- | -------------- | -------------- |
| Krępa           | Krempa         | Krempa         |
| Nowy Staw       | Neuteich       | Neuteich       |
| Piaski          | Sandkrug       | Sandkrug       |
| Pruślin         | Pruschlin      | Preußendorf    |
| Śródmieście     | Stadtmitte     | Stadtmitte     |
| Szczygliczka    | Stieglitzka    | Stieglitzka    |
| Stare Kamienice | Alt Kamienitz  | Alt Steinitz   |
| Stary Staw      | Altteich       | Altteich       |
| Wenecja         | Venetia        | Venetia        |
| Zacharzew       | Sacharschew    | Sachert        |
| Zębców          | Sembsow        | Sembsow        |

## Persönlichkeiten

### Söhne und Töchter der Stadt
- Albertine Flickschu (1827–1905), Frau des deutschen Tuchfabrikanten Carl August Flickschu
- Moritz Landé (1829–1888), deutscher Architekt
- Benno Tomasczewski (1837–1895), Verwaltungsjurist in Ostpreußen
- Bernhard Tieschowitz von Tieschowa (1841–1909), deutscher Verwaltungsjurist
- Martin Peltasohn (1849–1912), deutscher Politiker und Jurist
- Hugo Hoerner (1851–nach 1923), deutscher Jurist, Reichsgerichtsrat
- Adolf Gerstmann (1855–1921), jüdisch-deutscher Schriftsteller, Übersetzer, Literaturkritiker und Dramaturg
- Bernhard Karl Stephan (1855–1914), deutscher Politiker und Jurist
- Erich Haenel von Cronenthal (1856–1906), deutscher Verwaltungsjurist
- Kazimierz Bronikowski (1861–1909), Pädagoge und Übersetzer
- Maximilian Fuchs (1863–1942), deutscher Philologe
- Albert Bovenschen (1864–1939), deutscher Journalist
- Thekla Landé (1864–1932), deutsche Politikerin (SPD)
- Edmund Dalbor (1869–1926), Geistlicher, Erzbischof von Gnesen und Posen
- Ernst Spiro (1873–1950), deutscher Eisenbahningenieur
- Hans Kupke (1885–1966), deutscher Kriegsverbrecher
- Ehrenfried Oskar Boege (1889–1965), deutscher General
- Rosa Boekdrukker (1908–1982), Widerstandskämpferin in den Niederlanden
- Edzard Schaper (1908–1984), deutscher Schriftsteller
- Georg Backhaus (1910–2008), deutscher Ingenieur, Hochschullehrer und Chefaerodynamiker in den Flugzeugwerken Dresden
- Werner Kuhnt (1911–2000), deutscher Politiker (NSDAP/NPD)
- Herbert Günter (1913–1994), deutscher Politiker (SPD)
- Wilhelm Sinner (1915–1976), deutscher Urologe
- Roman Wielgosz (1920–1988), Speedwayfahrer
- Andrzej Dera (* 1961), Politiker
- Piotr Śliwiński (* 1962), Literaturhistoriker und Literaturkritiker
- Jarosław Urbaniak (* 1966), Politiker und Abgeordneter des Sejm
- Wlodek Bzowka (1979–2007), deutscher Maler
- Bartłomiej Jaszka (* 1983), Handballspieler
- Krzysztof Lijewski (* 1983), Handballspieler
- Tomasz Rosiński (* 1984), Handballspieler
- Katarzyna Borowicz (* 1985), Miss Poland 2004, Queen of Europe 2004
- Bartłomiej Tomczak (* 1985), Handballspieler
- Katarzyna Pawłowska (* 1989), Radrennfahrerin
- Tobiasz Pawlak (* 1995), Radrennfahrer
- Piotr Matuszewski (* 1998), Tennisspieler

### Mit der Stadt verbundene Persönlichkeiten
- Manfred von Richthofen (1892–1918), berühmter Flieger, diente 1913–1915 in dem in Ostrowo stationierten Kavallerieregiment
- Robert Hassencamp (1848–1902), verbrachte den Großteil seiner Dienstzeit in Ostrowo
- Stefan Rowiński (1875–1943), polnischer Politiker und Verleger, Führer des Ostrower Aufstandes von 1918, erster polnischer Bürgermeister von Ostrowo
- Otto Landsberg (1869–1957), ein deutscher Jurist und seit 1890 Mitglied der Sozialdemokratischen Partei Deutschlands
- Janusz Radziwiłł (1880–1967), Fürst, Schöpfer der polnischen Diplomatie der Zweiten Republik, besuchte das hiesige Gymnasium
- Eduard Lasker (1829–1884), deutscher Politiker, ging in Ostrowo zur Schule
- Aleksander Skrzyński (1882–1931), polnischer Politiker und Ministerpräsident, starb in Ostròw
- Berthold Kempinski (1843–1910), deutscher Gastronom und Namensgeber der Kempinski-Hotels, ging in Ostrowo zur Schule
- Aron Freimann (1871–1948), deutscher Historiker, wuchs in Ostrowo auf
- Israel Meir Freimann (1830–1884), deutscher Rabbiner, war in Ostrowo als Rabbiner tätig und starb dort
- Krzysztof Komeda (1931–1969), polnischer Jazz-Pianist, Komponist von Jazz- und Filmmusik, lebte hier von 1946–51

## Schulwesen
Die Stadt hat:
- 17 städtische und einen privaten Kindergarten
- 8 städtische und zwei private Grundschulen
- 4 städtische und zwei private Gymnasien (entspricht etwa Realschule)
- 4 Allgemeinbildende städtische und 5 private Lyzeen
- 5 Technische oder Ökonomische Lyzeen
- 8 Erwachsenenlyzeen
- 5 Filialen von Posener und Lodzer Hochschulen.

## Wirtschaft
2002 waren 8.434 Unternehmen in der Stadt registriert, davon 125 im öffentlichen und 8.309 im privaten Sektor. Davon waren nur 2 staatliche Unternehmen, 368 waren GmbHs. 56 Unternehmen waren AGs mit ausländischer Kapitalbeteiligung. Die größte Gruppe (3.143) waren Handels- und Dienstleistungsfirmen. Der Durchschnittslohn war 1.736,06 Złoty (Durchschnitt in der Woiwodschaft: 2.047,58 Złoty). 2.727 Familien oder 8.178 Personen, also mehr als 10 % der Stadtbevölkerung, waren Sozialhilfe-Empfänger.

## Verkehr
Ostrów Wielkopolski liegt an den Bahnstrecken Kluczbork–Poznań, Łódź–Forst (Lausitz) und Ostrów Wielkopolski–Grabowno Wielkie.
2002 waren 30.701 Kraftfahrzeuge in der Stadt registriert, davon waren 22.315 PKW. Der Stadtverkehr verfügt über 61 Busse, die auf der Gesamtstrecke von 712 km verkehren und jährlich 6.578 Passagiere befördern.

## Politik und Verwaltung

### Stadtpräsident
An der Spitze der Stadtverwaltung steht der Stadtpräsident. Seit 2014 ist dies Beata Klimek, die für ihr eigenes Wahlkomitee, das auch von der linksgerichteten SLD unterstützt wurde, antritt. Die turnusmäßige Wahl im April 2024 führte zu folgendem Ergebnis:
- Beata Klimek (Wahlkomitee „Beata Klimek – Mit Herz für die Bewohner“) 43,9 % der Stimmen
- Jakub Paduch (Koalicja Obywatelska) 33,6 % der Stimmen
- Marzenna Nowak (Prawo i Sprawiedliwość) 11,2 % der Stimmen
- Adam Wasiela (Trzecia Droga) 6,3 % der Stimmen
- Piotr Lepka (Wahlkomitee „Selbstverwaltendes Ostrów“) 5,0 % der Stimmen

In der damit notwendigen Stichwahl wurde Klimek mit 58,4 % der Stimmen gegen den KO-Kandidaten Paduch wiedergewählt.
Die turnusmäßige Wahl im Oktober 2018 führte zu folgendem Ergebnis:
- Beata Klimek (Wahlkomitee „Beata Klimek – Freundliche Stadt und Landkreis“) 65,2 % der Stimmen
- Łukasz Mikołajczyk (Prawo i Sprawiedliwość) 20,4 % der Stimmen
- Damian Grzeszczyk (Koalicja Obywatelska) 12,7 % der Stimmen
- Alojzi Motylewski (Wahlkomitee Alojzi Motylewski) 1,8 % der Stimmen

Damit wurde Klimek bereits im ersten Wahlgang für eine weitere Amtszeit wiedergewählt.

### Stadtrat
Der Stadtrat umfasst 23 Mitglieder, die direkt gewählt werden. Die Wahl im April 2024 führte zu folgendem Ergebnis:
- Koalicja Obywatelska (KO) 40,1 % der Stimmen, 11 Sitze
- Wahlkomitee „Beata Klimek – Mit Herz für die Bewohner“ 26,1 % der Stimmen, 6 Sitze
- Prawo i Sprawiedliwość (PiS) 18,3 % der Stimmen, 4 Sitze
- Trzecia Droga (TD) 9,1 % der Stimmen, 2 Sitze
- Konfederacja und unabhängige lokale Verwaltungen 4,5 % der Stimmen, kein Sitz
- Wahlkomitee „Selbstverwaltendes Ostrów“ 4,0 % der Stimmen, kein Sitz

Die Wahl im Oktober 2018 führte zu folgendem Ergebnis:
- Wahlkomitee „Beata Klimek – Freundliche Stadt und Landkreis“ 44,4 % der Stimmen, 11 Sitze
- Koalicja Obywatelska (KO) 28,8 % der Stimmen, 7 Sitze
- Prawo i Sprawiedliwość (PiS) 23,1 % der Stimmen, 5 Sitze
- Wahlkomitee Alojzi Motylewski 3,8 % der Stimmen, kein Sitz

### Städtepartnerschaften
- Delitzsch, Deutschland
- Nordhausen, Deutschland
- Lecce, Italien